# Haji Qadir Koyi
Haji Qadir Koyi (kurdiska: Hecî Qadirê Koyî,حاجی قادری کۆیی, arabiska: حاجي قادر كويي) född 1817 i Koy Sanjaq i Osmanska riket , död  1897 i Istanbul,. var en kurdisk poet.